# چولیک (قره‌عیسی‌لی)
چولیک (به ترکی استانبولی: Çevlik) یک منطقهٔ مسکونی در ترکیه است که در کارایسالی واقع شده‌است.